# 東予有料道路

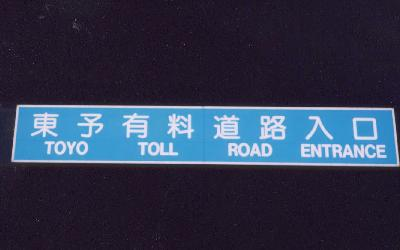
東予有料道路
起点・西条市蛭子側の標識。

東予有料道路（とうよゆうりょうどうろ）は、愛媛県西条市蛭子と西条市樋之口を結んでいた有料道路と、それ以前に別の区間にあって現在国道196号線として供用されている旧東予有料道路（東伊予有料道路）とがある。

## 概要
- 愛媛県道路公社が管理していたが、2006年3月31日に同公社の管理する西海有料道路とともに無料開放され、愛媛県道13号壬生川新居浜野田線の一部となった。料金徴収期間である30年目の到来を待たず、2年早い無料開放となった。周桑平野の海岸部を東西に横断する最短ルートであるが、有料であることを嫌い、有料区間を回避し加茂川等の堤防道路を迂回通行したり、途中の農道横断道路に入り料金所を回避する違反自動車もあったが、無料化により、通行量増加となっている。

この道路と西海有料道路が同時に無料開放されたのに伴い、愛媛県道路公社は解散となった。

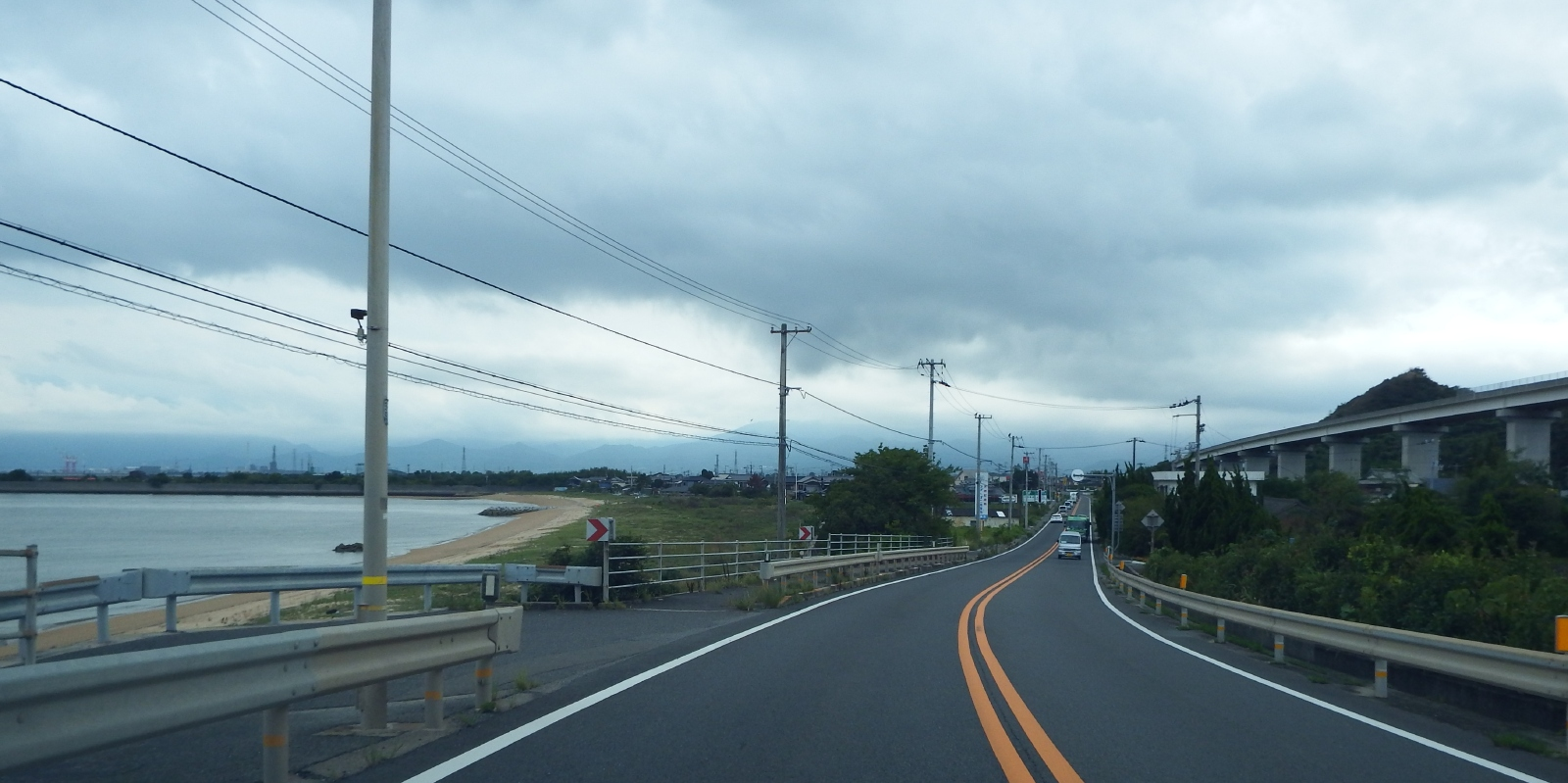
旧東予有料道路河原津海岸付近

- 旧東予有料道路（東伊予有料道路）は、昭和33年（1958年）着工。同35年10月6日に開通[1]、今治市と壬生川町を結び距離は6.0kmで四国最初長距離有料道路、昭和50年償還し一般道路として開放された。今日では道幅も変わりなく国道として使用されていてかつて有料道路であったことの名残りはない。今治市孫兵衛作方面より南への河原津海岸（カブトガニ生息地）に平行した部分に建設されており、料金所は南口にあり普通車で20円であった。

## 路線データ
- 路線名：愛媛県道13号壬生川新居浜野田線
- 起点：愛媛県西条市蛭子
- 終点：愛媛県西条市樋之口
- 延長：3.5km
- 車線数：2車線
- 事業費：約63億3000万円
- 料金徴収期間：30年間

## 通行料金（当時）
| 区分              | 軽車両等 | 軽自動車等 | 普通車 | 大型車I | 大型車II |
| ----------------- | -------- | ---------- | ------ | ------- | -------- |
| 普通通行券        | 50       | 210        | 310    | 470     | 1,150    |
| 回数券（11回券）  | 530      | 2,100      | 3,150  | 4,730   | 11,550   |
| 回数券（60回券）  | 2,630    | 10,500     | 15,750 | 23,630  | 57,750   |
| 回数券（100回券） | 4,200    | 16,800     | 25,200 | 37,800  | 92,400   |

## 沿革
- 昭和48年（1973年）9月 6日：工事着工。
- 昭和53年（1978年）4月30日：完成。
- 昭和53年（1978年）5月 1日：供用開始。
- 平成18年（2006年）3月31日：無料開放。

## 主な接続道路
- 愛媛県道143号壬生川港小松線

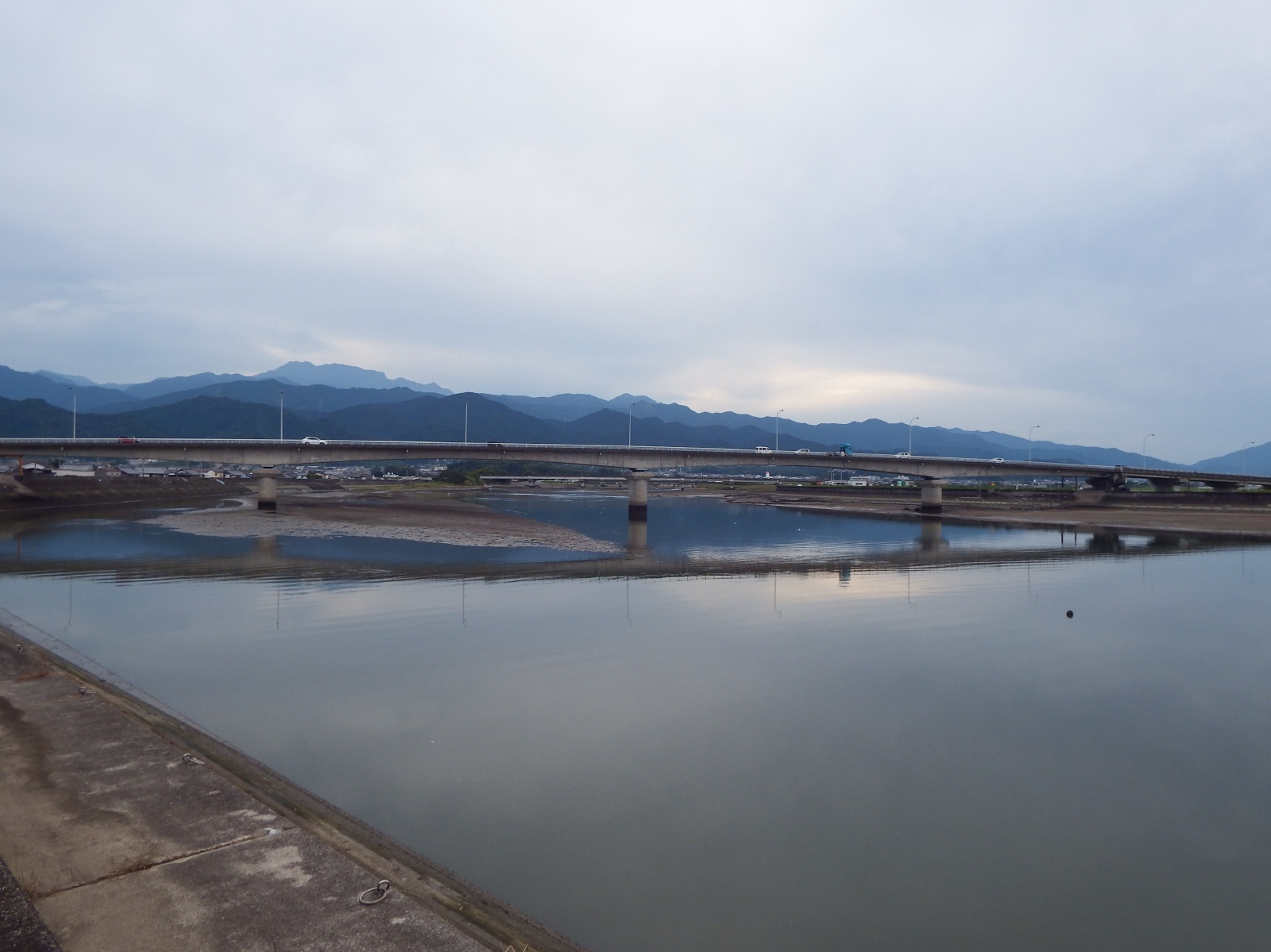
中山川付近
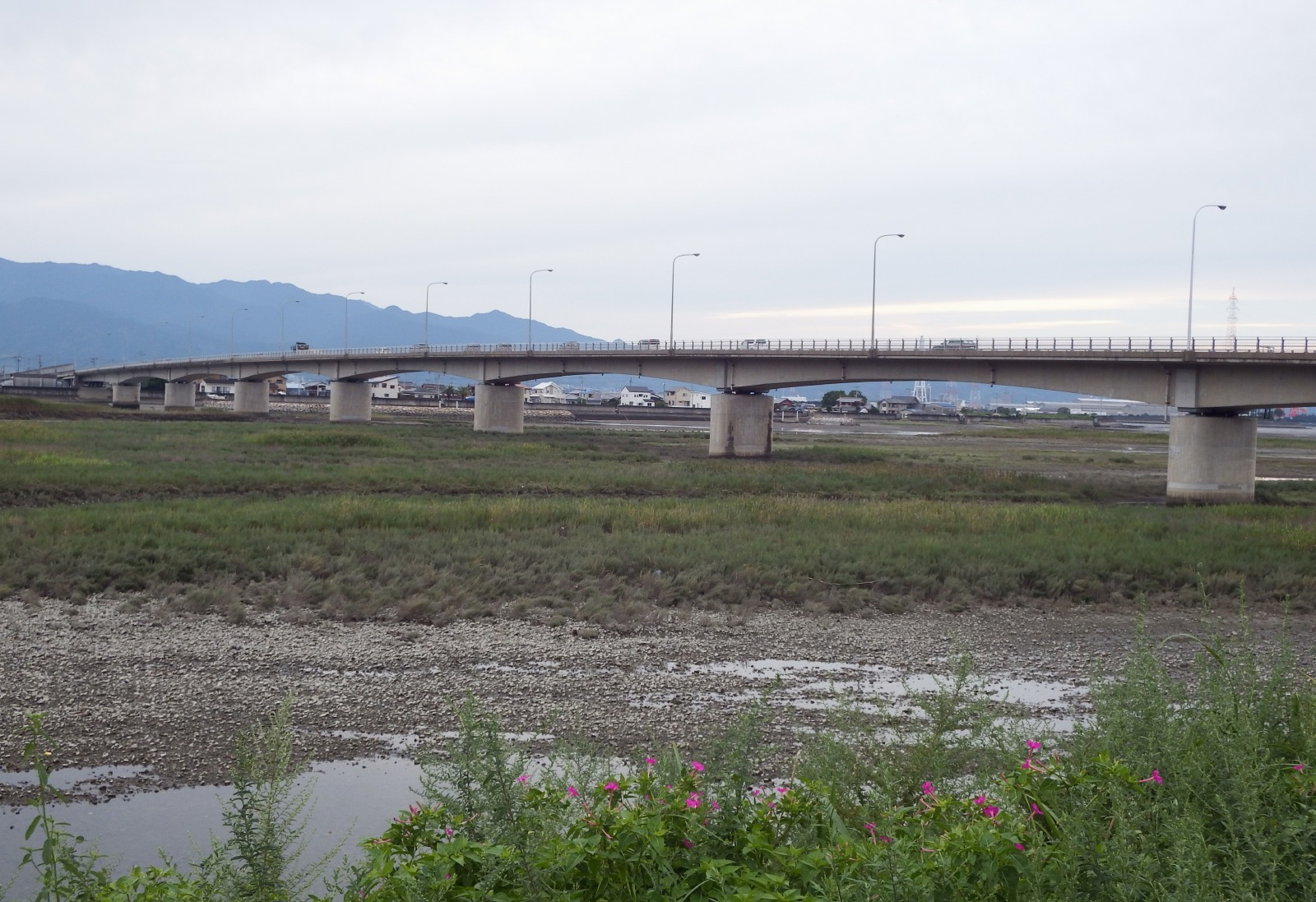
加茂川付近
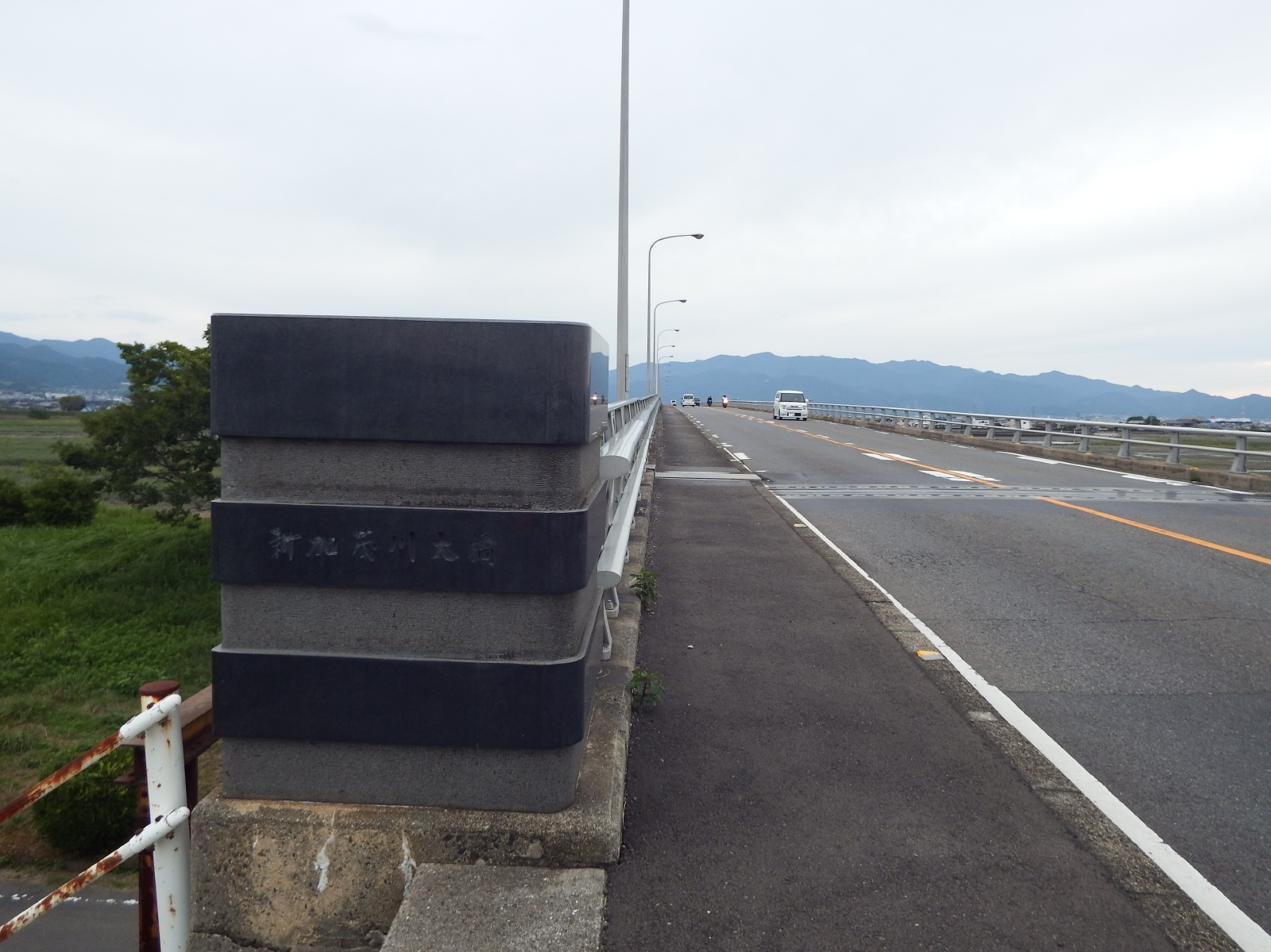
新加茂川大橋
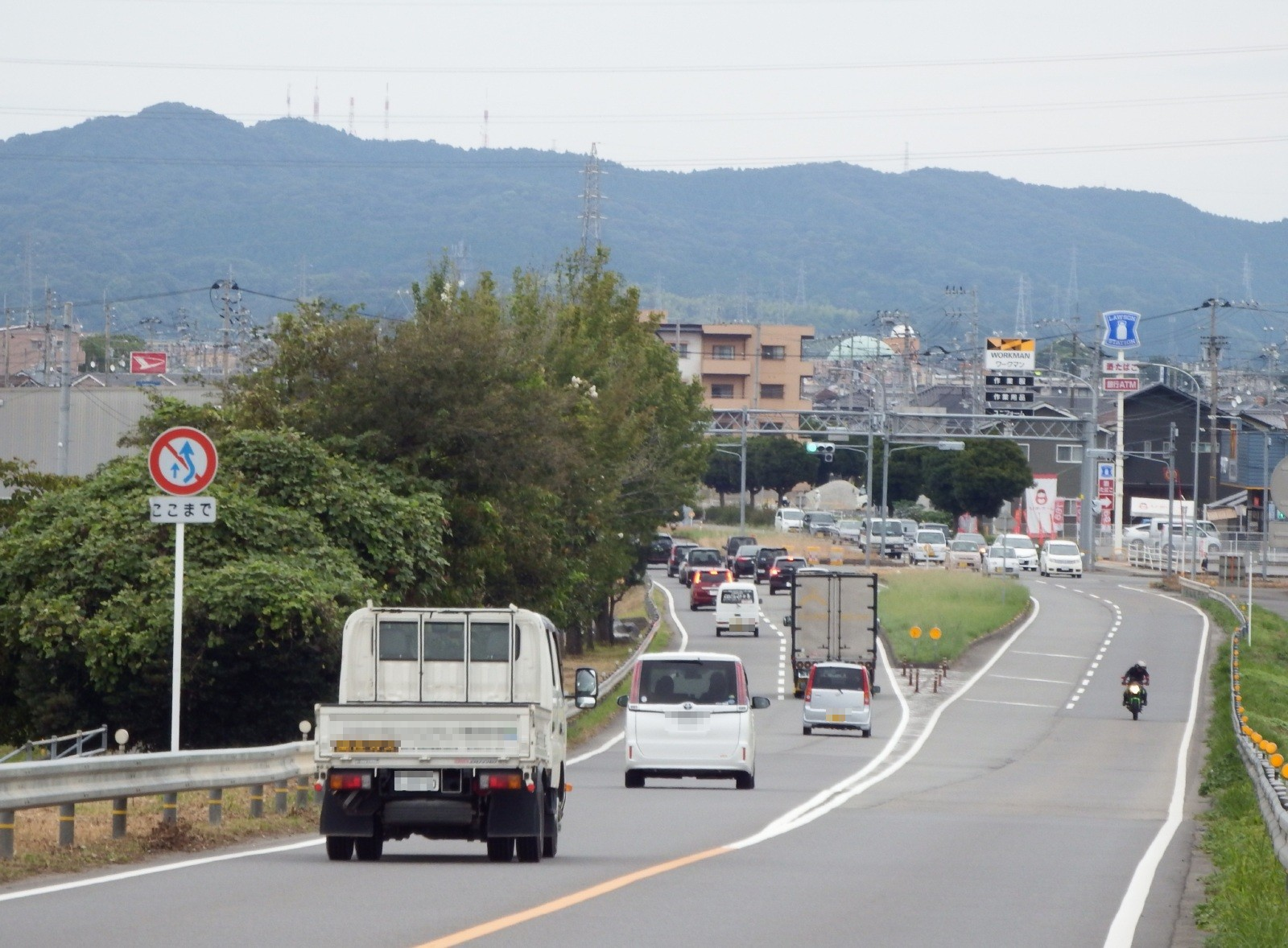
西条側出口付近